# Leinburg (kommunfritt område)
Leinburg är ett kommunfritt område i Landkreis Nürnberger Land i Regierungsbezirk Mittelfranken i förbundslandet Bayern i Tyskland.